# Sophie Yanow
Sophie Yanow (née le 17 mai 1987 en Californie) est une autrice de bande dessinée américaine.

## Distinction
- 2019 : 
  - Prix Scott-Moncrieff pour sa traduction de Faire semblant c'est mentir de Dominique Goblet[1]
  - Prix Eisner du meilleur webcomic pour The Contradictions[2].

## Œuvre

### Publications en anglais
- (en) War of Streets and Houses, Uncivilized Books, 2014, 69 p. (ISBN 978-0-9846814-8-8)
- (en) What is a Glacier?, Retrofit Comics, 2017 (ISBN 978-1-940398-64-8)
- (en) The Contradictions, Drawn & Quarterly, 2020, 200 p. (ISBN 978-1-77046-407-0)

### Traductions en français
- La Guerre des rues et des maisons, La Mauvaise Tête, 2013 (ISBN 978-2-923942-07-0)
- Les contradictions, Pow Pow, 2024  (ISBN 9782925114369)